# Urga (pel·lícula)
Urga (títol internacional; en rus: Урга – территория любви, Urgà – territória liubví; traducció: "Urgà és un territori d'amor") és una pel·lícula del 1991 dirigida pel director rus Nikita Mikhalkov. Mitjançant l'amistat naixent entre un camioner rus i un pastor de l'estepa de la Mongòlia Interior, la pel·lícula posa de manifest les abismals diferències culturals entre la vida rural i la vida urbana.

## Argument
El pastor mongol Gombo viu humilment amb la seva família en una iurta plantada al bell mig de l'àrida estepa mongòlica, molt allunyada de tota urbanització.
A causa d'un accident que ha deixat inutilitzable el seu camió, el transportista Serguei coneix Gombo i és acollit amb calidesa per la resta de la seva família: l'esposa Pagma, els tres fills de la parella i l'àvia.
Les dificultats lingüístiques i les diferències culturals com el degollament d'un xai o el sabor del kumis no impedeixen que neixi una sincera amistat entre Gombo i el camioner, que es consolida a la ciutat. Allà, mentre que Serguei vol emborratxar-se en un bar, Gombo té per objectiu adquirir preservatius i posar així remei al seu problema conjugal, ja que la seva dona es resisteix a anar-se'n al llit amb ell per por a tenir un quart fill, fet que vulneraria la llei xinesa. Això no obstant, cohibit per les venedores –únicament de sexe femení–, Gombo no s'atreveix finalment a demanar preservatius i, després de salvar l'embriac Serguei de ser detingut per la policia a causa d'uns aldarulls, retorna a la iurta carregat amb una bicicleta i un televisor, dos trastos inútils a l'estepa.
Abans d'arribar a casa, Gombo es para pel camí a fer una becaina i en un somni Genguis Kan i la seva banda muntada a cavall el persegueixen, el capturen i el maten juntament amb el seu amic camioner. Ja a la iurta, Gombo i la seva família es miren un discurs televisat del president dels EUA abans que la parella es posi a intimar en un territori protegit per l'urgà, un llarg pal que, plantat a l'estepa, és senyal de no molestar. La pel·lícula conclou amb la imatge d'una xemeneia que treu fum a l'indret on abans hi havia plantat l'urgà, mentre se sent la veu del quart fill.

## Entorn de la pel·lícula
L'urgà és un pal llarg amb un llaç al final que els mongols nòmades de l'estepa utilitzen per capturar animals. Quan l'urgà és plantat a terra, de manera que quedi vertical, significa que una parella està tenint relacions íntimes i no vol ser molestada.
El final de la pel·lícula pretén indicar que l'avanç de la industrialització és imparable i que tampoc els territoris verges de l'estepa en queden al marge.

## Premis i nominacions
- Guanyadora del Lleó d'Or del Festival Internacional de Cinema de Venècia
- Proclamada millor pel·lícula europea dels Premis del Cinema Europeu
- Nominada a l'Oscar a la millor pel·lícula de parla no anglesa
- Nominada al Globus d'Or a la millor pel·lícula estrangera
- Nominada al César a la millor pel·lícula